# Samuel Haughton
Samuel Haughton (1821-1897) va ser un científic irlandès, conegut, sobretot, per la seva forta oposició a les teories de Charles Darwin.

## Vida i Obra
Haughton era fill d'una família quàquera de comerciants. D'infant va rebre una bona educació i, amb disset anys, va ingressar al Trinity College (Dublín) en el que es va graduar amb honors el 1843. L'any següent, amb només vint-i-tres anys va aconseguir superar l'examen per convertir-se en el més jove fellow del Trinity College.
El 1851 és nomenat catedràtic de geologia del Trinity i el 1859, sense deixar la càtedra, comença a estudiar medicina a la universitat de Dublín, en la que es gradua el 1862.
La seva obra científica té, doncs, tres vessants: matemàtiques, geologia i medicina.
En la vessant matemàtica, cal destacar la seva col·laboració amb Joseph Allen Galbraith, col·lega seu al Trinity College, amb qui va publicar conjuntament un bon nombre de llibres de text. Tots dos havien ingressat al Trinity al mateix temps, van ser escollits fellows també simultàniament; tots dos es van convertir a l'església anglicana per poder ser membres del Trinity; i tots dos eren prou hàbils amb la matemàtica aplicada. La seva col·laboració es compon d'una dotzena de títols que van aparèixer entre 1852 (geometria) i 1864 (màquines de vapor) i que en conjunt havien venut més de tres-cents mil exemplars al acabament del segle xix.
En la vessant geològica, la seva obra es compon d'una cinquantena d'articles, sobre els més diversos temes, essent considerat un dels iniciadors de la geoquímica. També cal destacar que aplica les seves habilitats matemàtiques de forma sistemàtica a tots els seus estudis.
En la vessant mèdica, va escriure disset articles en els quals també utilitzava les matemàtiques com eina. El seu treball en aquest aspecte és de difícil valoració, ja que la pràctica de mesurar en medicina encara no era universalment acceptada. Per exemple, un dels temes amb els que sempre se l'ha relacionat, és el que es coneix com la caiguda del penjat (hangman's drop) en el que estudiava la distància mínima que havia de caure el cos d'un condemnat a la forca per morir de forma instantània i sense patiments extraordinaris.
D'altra banda, també va ser el primer científic en oposar-se a la teoria de l'evolució de Charles Darwin. Ja el febrer de 1859 (abans de la publicació de L'origen de les espècies) criticava els punts de vista de Darwin i Wallace exposats en una conferència que van fer a Londres el 1858. Després de la publicació del llibre va continuar sent molt crític amb els punts de vista de Darwin, dient que no eren més que teories antigues, de Buffon o de Lamarck, demostrades totalment incorrectes.